# Carinodulina
Carinodulina – rodzaj chrząszczy z rodziny biedronkowatych i podrodziny Microweiseinae. Obejmuje dwa opisane gatunki.

## Taksonomia
Rodzaj i gatunek typowy opisane zostały po raz pierwszy w 1995 roku przez Adama Ślipińskiego i Andrzeja Jadwiszczaka. Kolejny gatunek opisany został przy okazji rewizji podrodziny w 2012 roku przez Hermesa Escalonę i Ślipińskiego. Do rodzaju zalicza się więc dwa opisane gatunki:
- Carinodulina burakowskii Ślipiński et Jadwiszczak, 1995
- Carinodulina ruwenzorii Escalona et Ślipiński, 2012

Znany jest ponadto trzeci gatunek, oczekujący na formalny opis.
Z analizy filogenetycznej przeprowadzonej w 2020 roku przez Karola Szawaryna, Jaroslava Větrovca i Wiolettę Tomaszewską wynika zajmowanie przez Carinodulina pozycji siostrzanej względem kladu obejmującego rodzaje Ruthmuelleria i Carinodulinka.

## Morfologia
Chrząszcze o podługowato-owalnym ciele długości około 1,4 mm, ubarwionym jasnobrązowo, z wierzchu porośniętym jednorodnymi, długimi szczecinkami.
Dłuższa niż szeroka głowa ma czułki umieszczone przed oczami, zbudowane z jedenastu członów, z których te od siódmego do dziewiątego są poprzeczne, a dwa ostatnie formują buławkę. Frontoklipeus jest wokół panewek czułkowych płytko wykrojony, po bokach obrzeżony. Bruzdy podczułkowe są krótkie. Oczy zbudowane są z od 14 do 22 dużych omatidiów i zaopatrzone w nieliczne, delikatne szczecinki. Żuwaczki mają dwuzębne wierzchołki, gładkie części molarne i dobrze wykształcone prosteki. Głaszczki szczękowe mają dołki na dźwigaczach (palpiferach) oraz wydłużone, nożowate człony wierzchołkowe. Warga dolna ma prostokątną i tak szeroką jak podbródek bródkę oraz krótszy od głaszczków wargowych języczek. Podpoliczki mają ujścia gruczołów. Poprzeczna gula wydzielona jest wyraźnym, równoległymi szwami gularnymi.
Poprzeczne przedplecze ma dwie pary głębokich dołków, ciągnące się od przednich dołków do tylnej krawędzi pełne żeberka sublateralne oraz tępo ząbkowane krawędzie boczne. Poprzeczna tarczka ma lekko przewężoną podstawę i szeroko zaokrąglony wierzchołek. Pokrywy mają bezładne punktowanie i niepełne, oszczecinione epipleury. Skrzydła tylnej pary są całkowicie zanikłe. Płaskie przedpiersie ma jedną parę dołków przed biodrami oraz nieprzekraczający połowy szerokości bioder, niemal równoległoboczny wyrostek międzybiodrowy. Śródpiersie jest płaskie i długie, pozbawione dołków. Na poprzecznym zapiersiu występują pełne lub zredukowane linie udowe. Odnóża mają smukłe uda i golenie oraz trójczłonowe stopy.
Odwłok ma sześć widocznych na spodzie sternitów (wentrytów), z których pierwszy jest długości podobnej do zapiersia i większej niż dwóch następnych wentrytów razem wziętych, zaopatrzony w układające się w literę „V” linie udowe. Samiec ma edeagus o niesymetrycznym tegmenie, tak długich jak on i lekko niesymetrycznych paramerach, bardzo krótkim płacie środkowym fallobazy oraz zakrzywionym, pozbawionym kapsuły nasadowej prąciu. Samica ma wydłużoną, kulistawą z przewężeniem pośrodku spermatekę oraz wydłużone pokładełko z umieszczonymi końcowo walcowatymi gonostylikami.

## Rozprzestrzenienie
Przedstawiciele rodzaju znani są z gór Tajlandii i południowych Indii w krainie orientalnej oraz z Demokratycznej Republiki Konga w krainie etiopskiej.